# Шпиківка (річка)
Шпи́ківка — річка в Україні, в межах Тульчинського та Немирівського районів Вінницькій області. Права притока Південного Бугу (басейн Чорного моря). 

## Опис
Довжина 34 км, площа басейну 385 км². Долина у верхній течії трапецієподібна, у середній та нижній — V-подібна. Річище помірно звивисте, його ширина біля гирла 2—3 м. Похил річки 1,8 м/км. Споруджено декілька ставків. 

## Розташування
Шпиківка бере початок у селі Кленове, неподалік від смт Шпиків. Тече спершу на схід, далі — на північний схід, у пригирловій частині — на північ. Впадає до Південного Бугу біля північної околиці села Вишківці. 